# Eva (opereta)
Eva (Das Fabriksmädel), más popularmente divulgada como Eva, es una opereta en tres actos con música de Franz Lehár y libreto en alemán de Alfred Maria Willner y Robert Bodanzky. Se estrenó el 24 de noviembre de 1911 en el Theater an der Wien de Viena.
Este título se difundió en los teatros de habla hispana en varias versiones. En 1912 se representó en el Teatro Novedades de Barcelona como Eva, la hija de la fábrica con adaptación de Gonzalo Jover y José Zaldívar.Un año después la obra llegaría al Teatro de la Zarzuela de Madrid como Eva, en esta ocasión adaptada por Atanasio Melantuche. En ambos casos la obra conservaba su extensión original en tres actos. En 1914 Julián Moyrón y Emilio González del Castillo realizaron una refundición en un acto que se dio a conocer en el Teatro Apolo de Madrid bajo el título de Eva, la niña de la fábrica.

## Historia interpretativa
En su estreno absoluto en el Theater an der Wien los papeles protagonistas de Eva y Octave Flaubert fueron interpretados por Louis Treumann y Mizzi Günther respectivamente, unos artistas que ya habían protagonizado en 1905 la primera producción de La viuda alegre de la historia en ese mismo escenario. 
En la época de su estreno esta opereta se entendió como una obra política creando cierta controversia. El argumento, que mostraba una revuelta de los trabajadores de una fábrica para proteger a Eva del dueño de la misma, fue considerado propaganda socialista. En cualquier caso en ninguna parte del libreto se hacen alusiones políticas explícitas y los autores del libreto y la música rechazaron firmemente la acusación. La pieza gozó inicialmente de gran éxito. Eva fue el mayor éxito de opereta del Theater an der Wien entre el estreno del El conde de Luxemburgo (1909), del propio Lehár, y el de La rosa de Estambul (1916), de Leo Fall. A partir de ese momento esta opereta dejó gradualmente de representarse. 
La buena recepción de Eva en el ámbito austríaco se extendió también a Italia y de allí a la entonces colonia italiana de Libia. En 1912, el teatro de la ópera de Trípoli se inauguró con esta misma opereta. 
También en España la obra tuvo una acogida buena, de la que dan testimonio diversas grabaciones de gramófono anteriores a la guerra civil española.  Su pervivencia en el repertorio de las compañías de zarzuela explica la inclusión de este título en el corpus de obras grabadas completas en la era del disco microsurco por compañías como Zafiro, Hispavox o Columbia. La participación de una estrella como Alfredo Kraus ha permitido que melómanos de generaciones muy lejanas a la época del estreno absoluto de esta opereta continúen conociéndola hoy en día. 

## Argumento

### Acto I
Entrada de una fábrica con decoración festiva
Los trabajadores de la fábrica celebran el cumpleaños de Eva, un huérfana que siendo pequeña fue entregada al director de la fábrica, Larousse. Él se aseguró de que Eva fuera prácticamente criada por toda la plantilla. Hoy, durante su fiesta de cumpleaños, Octave Flaubert toma posesión como nuevo director de la fábrica.
Como Eva quiere una vida mejor y más agradable y Flaubert resulta ser un bon vivant, los dos se acercan. Prunelles, contable, también trabaja en la fábrica y Flaubert pronto se lleva muy bien con él. Prunelles que envidia a su director también conoce París, donde ha vivido aventuras.
Pepita Panquerette, conocida como "Pipsi", vive en París. Todas las vacaciones, Pipsi conquista a un galán adinerado dispuesto a costearle todo tipo de diversiones. Hace años, Prunelles también fue una de las conquistas de Pipsi. Scrooge Millefleurs llega a la fábrica de Flaubert con su novia Pepita para esconderse de su celoso marido. En realidad, dicho esposo no existe, y Pepita lo ha inventado para poder viajar con Millefleurs. Cuando Prunelles ve a Pepita la reconoce como Pipsi (y también el engaño), pero se calla porque no quiere exponerse al ridículo de sus compañeros.

### Acto II
Salón en la villa de Flaubert
Flaubert organiza una fastuosa fiesta para su amigo Millefleurs en la que presenta oficialmente a Eva en sociedad. Eva cree en el amor de Flaubert, ya que también le ha agasajado con ropa y joyas caras. Mientras tanto, Larousse echa de menos a su pupila Eva y quiere traerla de vuelta a casa. Pero como Flaubert no la deja marchar, Larousse convoca a todo el personal de la fábrica. Antes de que la situación se agrave, Flaubert declara su intención de casarse con Eva. Como los trabajadores no quieren oponerse a este matrimonio, se retiran.
Eva escucha por casualidad una conversación entre Flaubert y Millefleurs. Flaubert le cuenta a su amigo que mintió a los obreros ya que jamás tuvo intención de casarse con Eva. Ahora Eva no puede quedarse en la villa ni puede volver con los obreros (ni siquiera con Larousse) porque se siente muy avergonzada. Arroja las joyas a los pies de Flaubert y huye.

### Acto III
Casa en el Bois du Boulogne, París
Eva vive ahora con Pepita Paquerette. Las dos se llevan muy bien, aunque Eva no puede ni emular ni aprobar el estilo de vida de Pepita. Conmocionado por la huida de Eva, Flaubert cambia de hábitos y busca a Eva por todo París. Cuando por fin la encuentra, le declara sus sinceras intenciones y le pide que se case con él. Millefleurs también pone fin a su estilo de vida anterior. Acepta un puesto y ahora puede casarse con su Pipsi.

## Registros fonográficos (selección)
- Zafiro (1959). Adaptación española de Atanasio Melantuche. Con Ana María Olaria, Alfredo Kraus, Luisa de Córdoba, Santiago Ramalle, José Granados, Orquesta de Cámara de Madrid. Director: Enrique Estela

- CPO (2005). Con Morenike Fadayomi, Zora Antonic, Reinhardt Alessandri, Thomas Malik, Gerhard Balluch, Thomas Zisterer, Franz Lehár-Orchester. Director: Wolfgang Bozic